# Hidaka (Saitama)
Hidaka (日高市, Hidaka-shi) est une ville située dans la préfecture de Saitama, au Japon.

## Géographie

### Situation
Hidaka est située dans le sud de la préfecture de Saitama.

### Municipalités limitrophes
| Moroyama | Sakado | Tsurugashima |
| Hannō    | Hidaka | Kawagoe      |
| Hannō    | Hannō  | Sayama       |

### Démographie
En février 2020, la population de Hidaka s'élevait à 55 645 habitants, répartis sur une superficie de 47,48 km2.

## Histoire
Le bourg moderne de Hidaka a été créé le 11 février 1955 de la fusion des bourgs de Koma et Komagawa. Hidaka obtient le statut de ville le 1er octobre 1991.

## Transports
Hidaka est desservie par les lignes Hachikō et Kawagoe de la compagnie JR East, ainsi que par la ligne Ikebukuro de la compagne Seibu. La gare de Komagawa est la principale gare de la ville.

## Religion
- Sanctuaire Koma

## Jumelage
Hidaka est jumelée avec Osan en Corée du Sud depuis le 1er octobre 1996.